# Seznam osobností vyznamenaných 28. října 2020

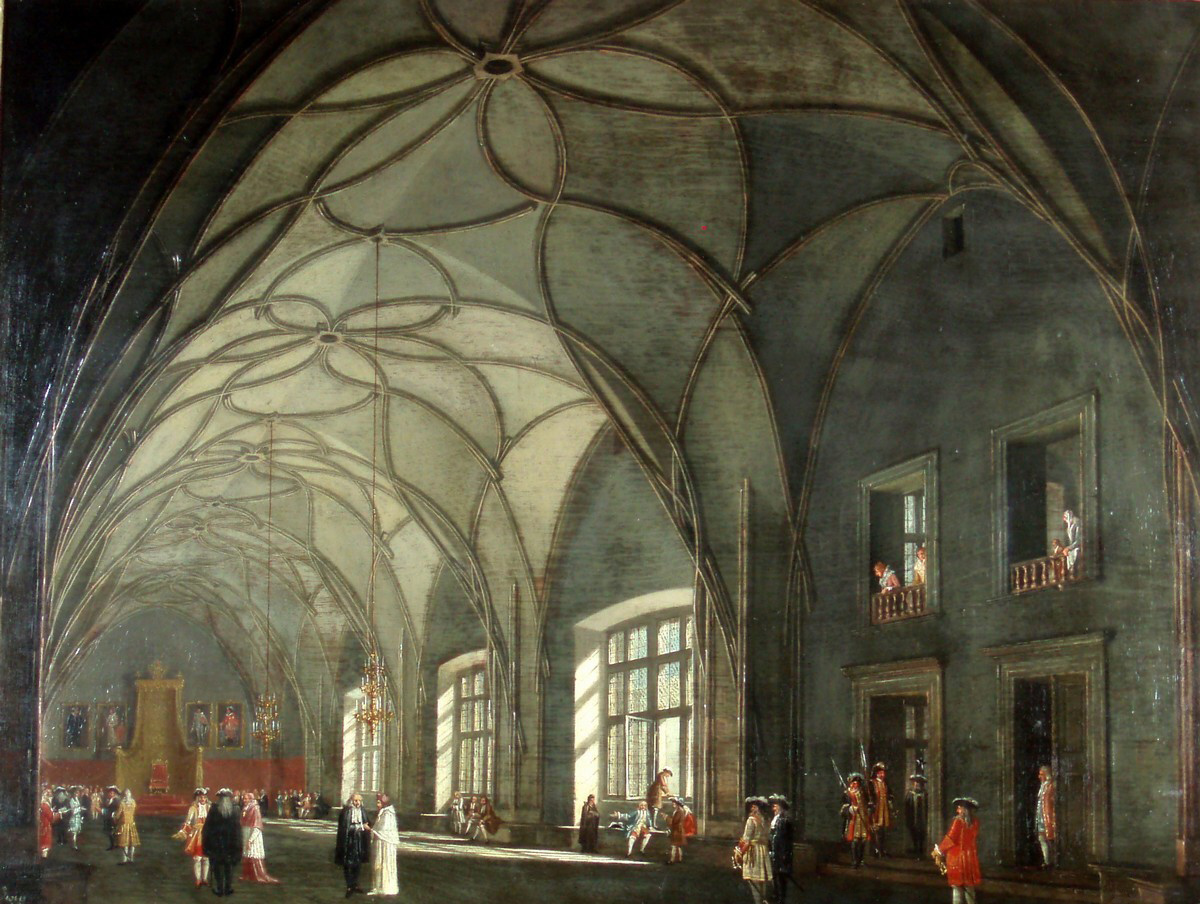
Historická podoba Vladislavského sálu Pražského hradu, nynějšího místa udílení státních vyznamenání

Toto je seznam osobností, které vyznamenal prezident České republiky Miloš Zeman státními vyznamenáními při státním svátku 28. října 2020. Celkem bylo vyznamenáno 37 osobností, o 5 méně než předchozí rok. Slavnostní udílení vyznamenání ve Vladislavském sále Pražského hradu se uskutečnilo po několika odkladech až 7. března 2022 při příležitosti narozenin Tomáše Garrigua Masaryka.

## Návrhy
Návrh na udělení státního vyznamenání může prezidentovi podat občan, skupina občanů či organizace. Ze zákona své návrhy předkládá také Poslanecká sněmovna, Senát a vláda. Prezident však k návrhům nemusí přihlížet a může vyznamenat také bez návrhu; udělení státních vyznamenání však podléhá kontrasignaci předsedou vlády.

### Senát
Dne 23. července 2020 schválil organizační výbor Senátu seznam 32 osobností navržených senátorům a senátorkám k doporučení prezidentovi. Na udělení řádu Bílého lva bylo navrženo 5 osob, na udělení řádu T. G. M. 2 osoby, na udělení medaile Za hrdinství 4 osoby a na udělení medaile Za zásluhy 21 osob. Mezi nimi byl generálmajor Alexander Hess, velitel 310. československé stíhací perutě Royal Air Force ve Velké Británii a Josef Koukal, stíhací pilot a účastník bitvy o Británii. Dále také politik, právník a předseda Ústavního soudu České republiky JUDr. Pavel Rychetský a přírodovědec, profesor fyzikálních věd a karikaturista Pavel Kantorek.

### Poslanecká sněmovna
Poslanecká sněmovna 9. července 2020 navrhla prezidentovi k vyznamenání Řádem bílého lva vojenské skupiny celkem 7 osob, mezi nimi tzv. Tři krále: Václava Morávka, Josefa Balabána a Josefa Mašína. Dále navrhla 11 osob na Medaili Za hrdinství a 29 osob na Medaili Za zásluhy, mimo jiné biochemika a virologa Tomáše Cihláře, folklorního zpěváka Jožku Černého, badatele Jaroslava Čvančaru, motocyklového závodníka Jaroslava Faltu či architekta a tvůrce papírových modelů Richarda Vyškovského.

## Ceremoniál
Slavnostní udílení vyznamenání ve Vladislavském sále Pražského hradu v tradiční termín 28. října kvůli koronavirové pandemii neproběhlo, ačkoli se uvažovalo i o udělení bez účasti publika. a bylo ohlášeno až na oslavy Dne vzniku samostatného československého státu v roce 2021. V říjnu 2021 bylo slavnostní udílení vyznamenání za rok 2020 i 2021 z důvodu hospitalizace prezidenta Zemana přesunuto na oslavy Dne obnovy samostatného českého státu 1. ledna 2022. Z důvodu koronavirové pandemie bylo však v prosinci 2021 i toto plánované udílení odloženo na nespecifikovaný termín.
V lednu 2022 mluvčí Hradu potvrdil, že předání má proběhnout 7. března 2022 při příležitosti narozenin Tomáše Garrigua Masaryka. Když krátce předtím, 24. února, začala ruská invaze na Ukrajinu, Kancelář prezidenta republiky zrušila recepci, obvykle následující po ceremoniálu, samotné předávání vyznamenání ve Vladislavském sále však zachovala. Z ní se ovšem omluvila řada politiků včetně předsedy a místopředsedy Senátu Miloše Vystrčila a Jiřího Růžičky či předsedkyně a místopředsedy Poslanecké sněmovny Markéty Pekarové Adamové a Jana Bartoška, jiní místopředsedové Karel Havlíček a Jana Mračková Vildumetzová naopak pozvání přijali, stejně jako předseda vlády Petr Fiala. Vzhledem k tomu, že ceremoniál spojil ročníky 2020 i 2021, bylo k předání připraveno celkem 66 státních vyznamenání.

## Seznam vyznamenaných

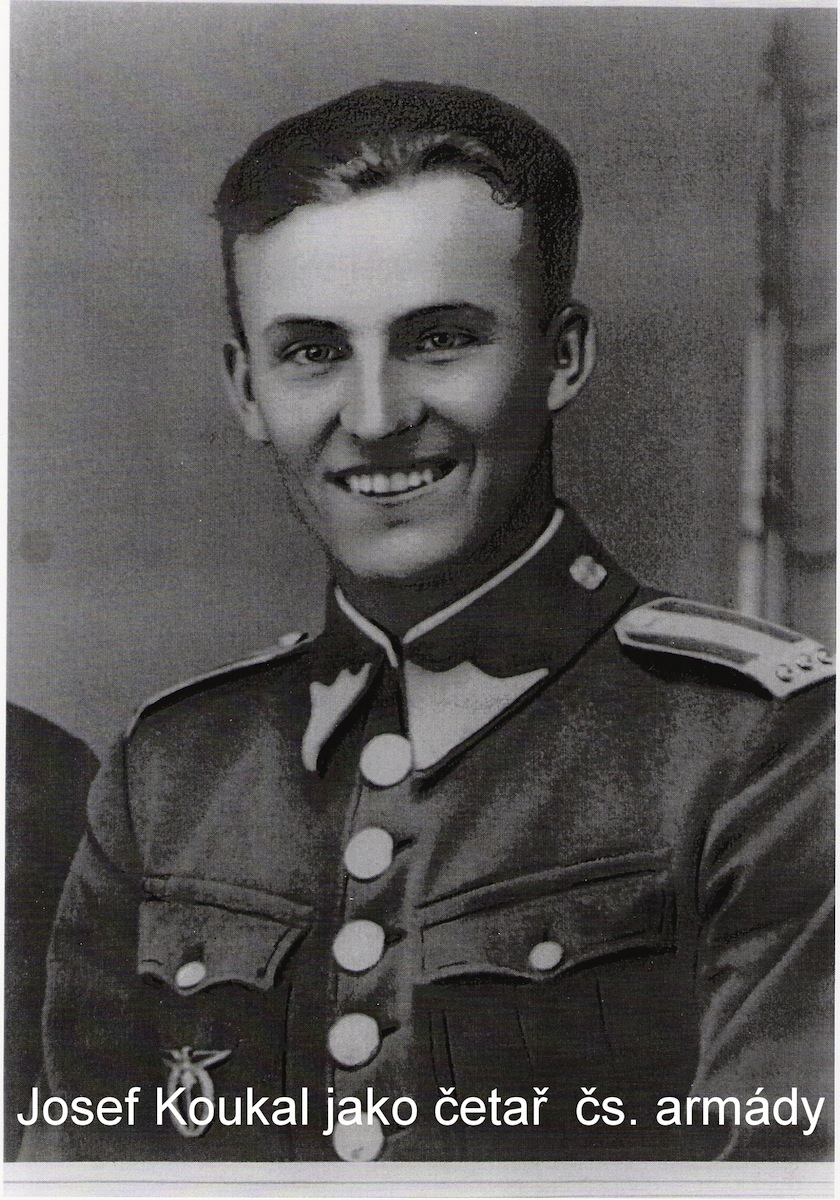
Josef Koukal

Prezident Zeman vyznamenal 37 osobností, o 5 méně než předchozí rok. Z nich sedm vyznamenal in memoriam:

### Řád Bílého lva vojenské skupiny I. třídy

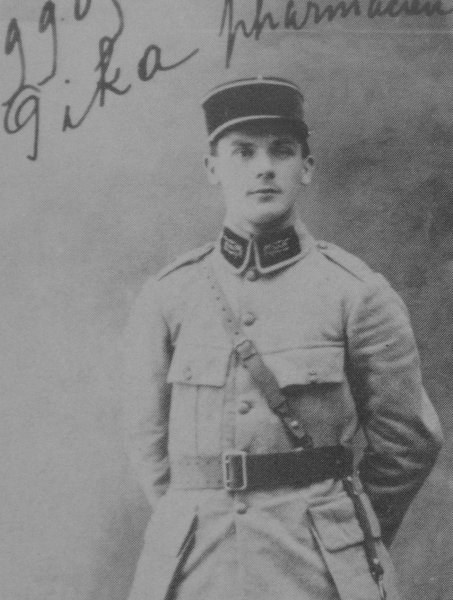
Heliodor Píka

- generálmajor František Chábera, in memoriam, vojenský pilot a válečný stíhač RAF
- plukovník Josef Koukal, in memoriam, stíhací pilot, hrdina bitvy o Británii
- generálmajor Miloslav Masopust, účastník bojů 1. čs. armádního sboru v SSSR na východní frontě a při osvobozování vlasti
- divizní generál Heliodor Píka, in memoriam, legionář v Rusku, atašé a velitel mise Československé armády v Moskvě

### Řád Bílého lva občanské skupiny I. třídy

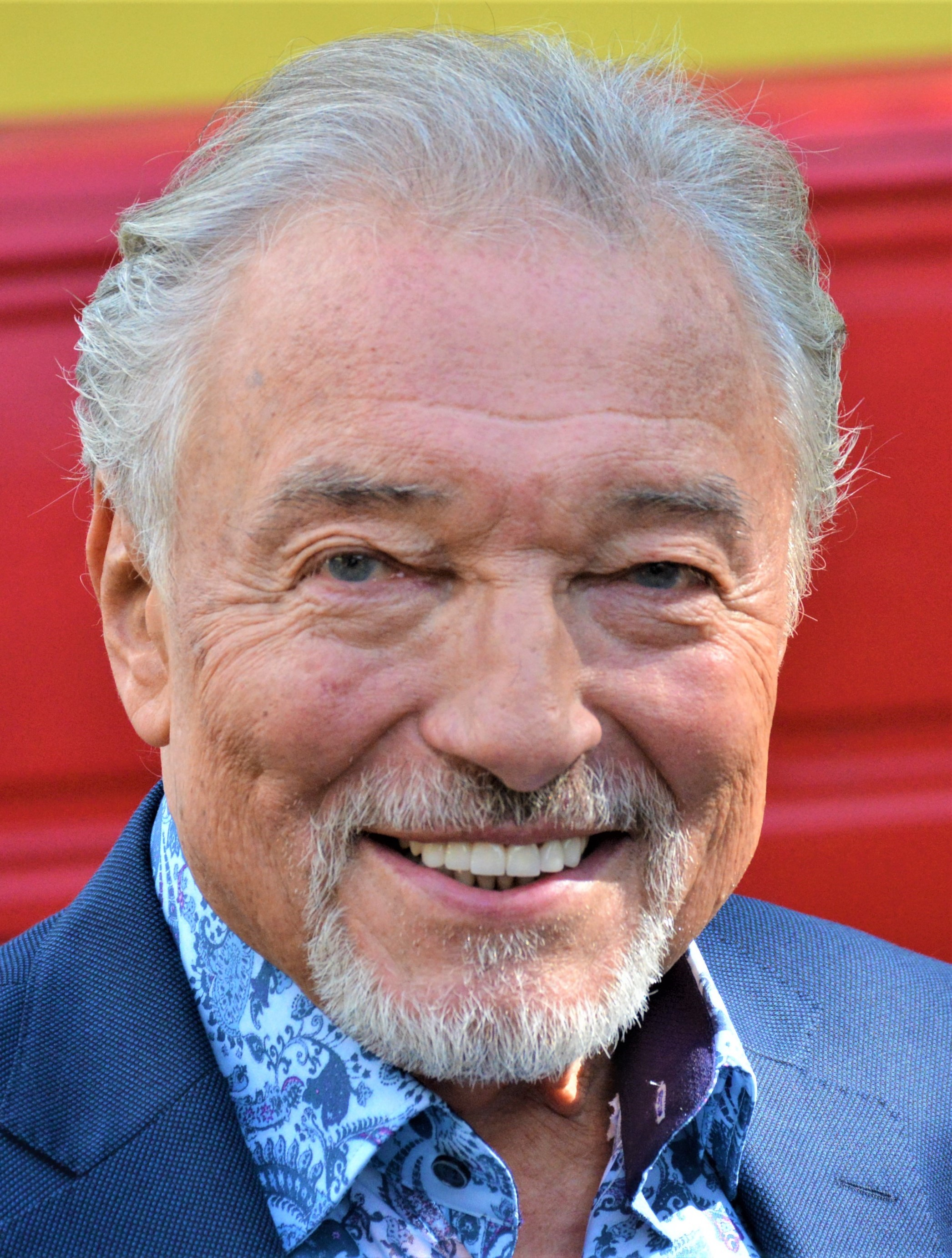
Karel Gott (1939–2019)

- Karel Gott, in memoriam, zpěvák, malíř a herec
- Roman Prymula, epidemiolog a bývalý ministr zdravotnictví

### Medaile Za hrdinství
- Jana Březinová, zdravotní sestra v důchodu, vypomáhala v nemocnici během koronavirové pandemie
- nadstrážmistr Petr Lang, in memoriam, příslušník vězeňské služby, zastřelen při střelbě ve Fakultní nemocnici Ostrava, kdy kryl vlastním tělem svoji dceru
- praporčík Vladimír Šupa, voják

### Medaile Za zásluhy I. stupně
- Jiří Běhounek, lékař, hejtman, předseda Asociace krajů ČR
- Karel Brückner, fotbalový trenér a fotbalista
- Tomáš Cihlář, biochemik a virolog
- Josef Černý, zpěvák
- Petr Čornej, historik a pedagog
- Vladimír Dohnal, podnikatel, zakladatel společnosti Top Hotels Group
- Josef Dvořák, herec
- Eva Erbenová, izraelská spisovatelka
- Jaroslav Falta, motokrosový závodník
- Václav Fanta, nevidomý umělecký fotograf
- Karel Fiala, in memoriam, filmový herec a muzikálový pěvec
- František Hezoučký, inženýr staveb českých jaderných elektráren a bývalý ředitel jaderné elektrárny Temelín
- Jiří Jelínek, právník a pedagog
- Jaroslav Matýs, psychiatr, soudní znalec a lektor v psychoterapii
- Daniel Miklós, hasič a náměstek generálního ředitele Hasičského záchranného sboru ČR
- Václav Nedomanský, hokejista
- Petr Nováček, historik, novinář a politický komentátor
- Jiří Ošecký, in memoriam, starosta Vintířova
- Jan Rýdl, podnikatel
- plukovník generálního štábu Eduard Stehlík, vojenský historik, spisovatel a ředitel Památníku Lidice
- Josef Šmukař, zpěvák lidových písní
- plukovník Petr Šnajdárek, armádní specialista a odborník na elektronický boj, systémový architektem tzv. chytré karantény
- Pavel Trávníček, herec
- Tan Trinh, předseda Vietnamského spolku Moravskoslezského kraje a Ostravy
- Radim Uzel, sexuolog
- Alena Štěpánková Veselá, varhanice a pedagožka
- brigádní generál Martin Vondrášek, policista a první náměstek policejního prezidenta
- Peter Weiss, politik a diplomat

## Kontroverze

### Pavel Rychetský
V únoru 2021 zrušil Ústavní soud některé části zákona o parlamentních volbách pro porušení rovnosti volebního práva a šancí kandidujících subjektů. Prezident Miloš Zeman ještě před rozhodnutím soudu napsal dopis, ve kterém soud upozornil na již vyhlášený termín voleb a varoval před zásahem do volebního zákona. Po zrušení částí volebního zákona se prezident rozhodl neudělit předsedovi Ústavního soudu Pavlu Rychetskému původně plánovaný Řád Tomáše Garrigua Masaryka, protože dle prezidenta poškodil Českou republiku zrušením volebního zákona v době předvolební kampaně.
Politologové prezidentovo rozhodnutí kritizovali a považovali za skandální či absurdní, komentátor Jiří Štefek akt hodnotil jako „hloupé, teatrální, ubohé a naprosto zbytečné gesto“ a akt osobní mstivosti prezidenta. Protože v říjnu 2020 neproběhlo slavnostní udílení vyznamenání, nebylo v době oznámení o neudělení ani zřejmé, zda již bylo vyznamenání Pavlu Rychetskému uděleno a zda může být udělené vyznamenání odebráno. Bývalý ředitel odboru protokolu kanceláře prezidenta republiky Jindřich Forejt upozornil, že udělené státní vyznamenání může být odebráno z rozhodnutí soudu po splnění poměrně přísných podmínek.